# Povest' o neizvestnom aktёre
Povest' o neizvestnom aktёre (Повесть о неизвестном актёре) è un film del 1976 diretto da Aleksandr Grigor'evič Zarchi.

## Trama
Pavel Pavlovič Gorjaev è un attore di mezza età. Da molti anni interpreta ruoli da protagonista nel teatro provinciale. Il regista della commedia basata sulla commedia, che è stata scritta per Goryaev, prende un giovane attore per il suo ruolo. Goryaev all'inizio cade nella disperazione, lascia il teatro, si rivolge agli amici. Dopo un po' 'digerisce l'accaduto e si rende conto che è giunto il momento di lasciare adeguatamente il palco.